# Спрінг-Лейк (Північна Кароліна)
Спрінг-Лейк (англ. Spring Lake) — місто (англ. town) в США, в окрузі Камберленд штату Північна Кароліна. Населення — 11 660 осіб (2020).

## Географія
Спрінг-Лейк розташований за координатами 35°11′4″ пн. ш. 78°59′41″ зх. д. / 35.18444° пн. ш. 78.99472° зх. д. (35.184571, -78.994692).  За даними Бюро перепису населення США в 2010 році місто мало площу 60,25 км², з яких 59,72 км² — суходіл та 0,53 км² — водойми.

## Демографія
Згідно з переписом 2010 року, у місті мешкали 11 964 особи в 4202 домогосподарствах у складі 2880 родин. Густота населення становила 199 осіб/км².  Було 4855 помешкань (81/км²).
Расовий склад населення:
| - 47,2 % — білих - 36,3 % — чорних або афроамериканців - 3,0 % — азіатів - 1,1 % — корінних американців - 0,5 % — вихідців з тихоокеанських островів - 5,1 % — осіб інших рас |

До двох чи більше рас належало 6,9 %. Частка іспаномовних становила 15,4 % від усіх жителів.
За віковим діапазоном населення розподілялося таким чином: 31,2 % — особи молодші 18 років, 64,0 % — особи у віці 18—64 років, 4,8 % — особи у віці 65 років та старші. Медіана віку мешканця становила 24,9 року. На 100 осіб жіночої статі у місті припадало 104,0 чоловіків;  на 100 жінок у віці від 18 років та старших — 106,2 чоловіків також старших 18 років.
Середній дохід на одне домашнє господарство  становив 43 122 долари США (медіана — 36 964), а середній дохід на одну сім'ю — 45 534 долари (медіана — 39 036). Медіана доходів становила 35 297 доларів для чоловіків та 29 843 долари для жінок. За межею бідності перебувало 21,4 % осіб, у тому числі 24,2 % дітей у віці до 18 років та 20,1 % осіб у віці 65 років та старших.
Цивільне працевлаштоване населення становило 3288 осіб. Основні галузі зайнятості: освіта, охорона здоров'я та соціальна допомога — 26,1 %, роздрібна торгівля — 19,8 %, мистецтво, розваги та відпочинок — 14,3 %, публічна адміністрація — 9,4 %.